# Campanula medium
La campanula toscana o giulietta (nome scientifico Campanula medium L., 1753) è una pianta erbacea dai fiori viola a forma di campanella appartenente alla famiglia delle Campanulaceae.

## Etimologia
Il nome generico (campanula) deriva dalla forma a campana del fiore; in particolare il vocabolo deriva dal latino e significa: piccola campana.

Dalle documentazioni risulta che il primo ad usare il nome botanico di “Campanula” sia stato il naturalista belga Rembert Dodoens, vissuto fra il 1517 e il 1585. Tale nome comunque era in uso già da tempo, anche se modificato, in molte lingue europee. Infatti nel francese arcaico queste piante venivano chiamate “Campanelles” (oggi si dicono “Campanules” o “Clochettes”), mentre in tedesco vengono dette “Glockenblumen” e in inglese “Bell-flower” o “Blue-bell”. In italiano vengono chiamare “Campanelle”. Tutte forme queste che derivano ovviamente dalla lingua latina. L'epiteto specifico (medium) deriva dall'omonima parola latina e indica una pianta di medie dimensioni.
Il binomio scientifico della pianta di questa voce è stato proposto da Carl von Linné (1707 – 1778) biologo e scrittore svedese, considerato il padre della moderna classificazione scientifica degli organismi viventi, nella pubblicazione "Species Plantarum - 1: 167. 1753" del 1753.

## Descrizione

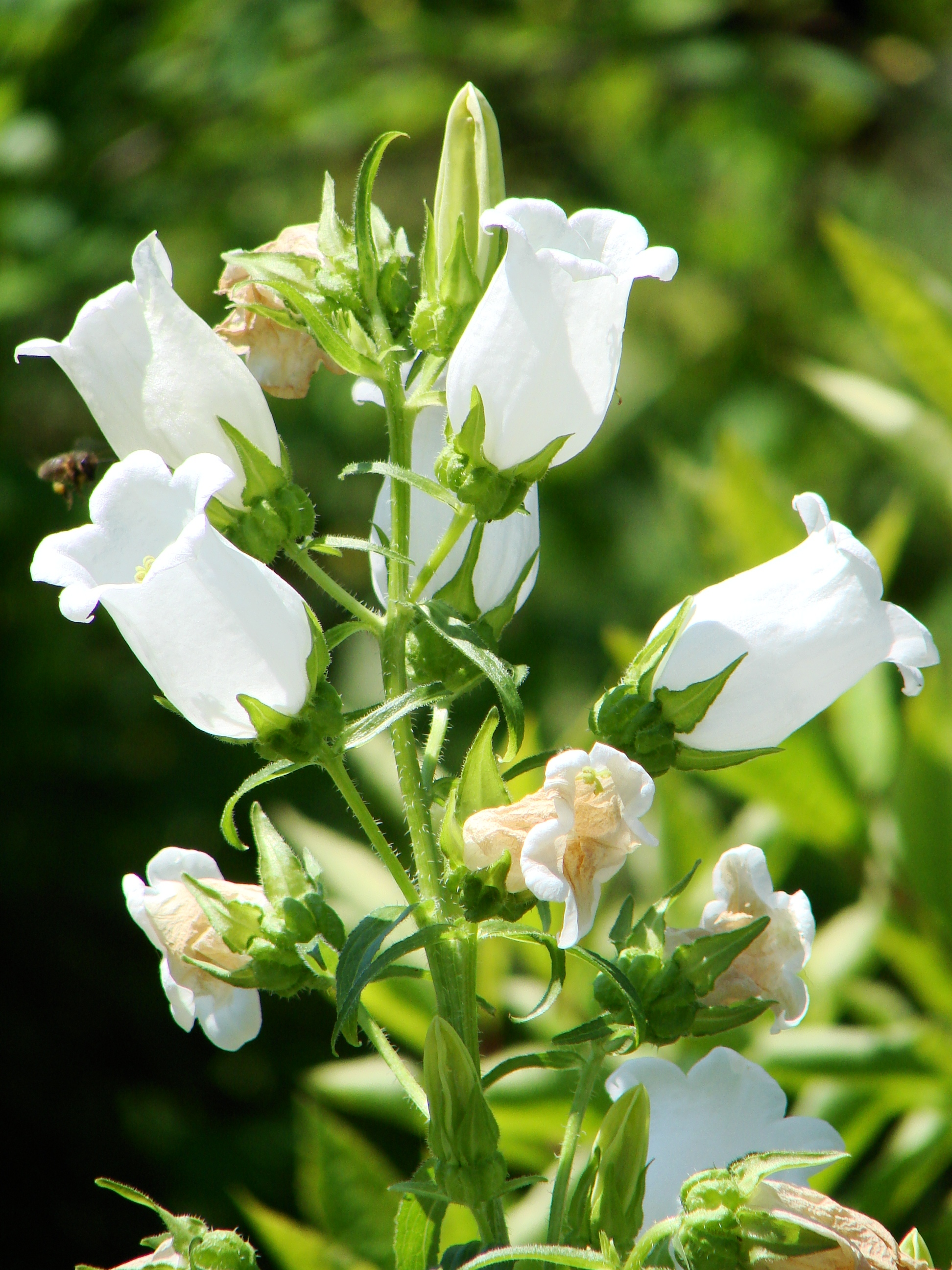
Infiorescenza

Queste piante possono arrivare fino a 2 - 8 dm di altezza. La forma biologica è emicriptofita bienne (H bienn), ossia in generale sono piante erbacee con gemme svernanti al livello del suolo e protette dalla lettiera o dalla neve e si distinguono dalle altre per il ciclo vitale biennale. Nel primo anno si forma una rosetta basale di foglie, mentre nel secondo si formano gli steli e i fiori. Contengono lattice lattescente e accumulano inulina.

### Radici
Le radici sono secondarie da rizoma.

### Fusto
La parte aerea del fusto è eretta, ispida, semplice o poco ramosa.

### Foglie
Le foglie si dividono in basali e cauline; sono fittamente setolose con bordi crenati o dentati. Quella basali sono oblanceolato-spatolate, le superiori sono lanceolate e sessili.

### Infiorescenza
Le infiorescenze sono formate da pochi fiori peduncolati isolati o raccolti in racemo. Il portamento è pendulo o inclinato. Lunghezza del peduncolo: 2 – 10 cm.

### Fiore

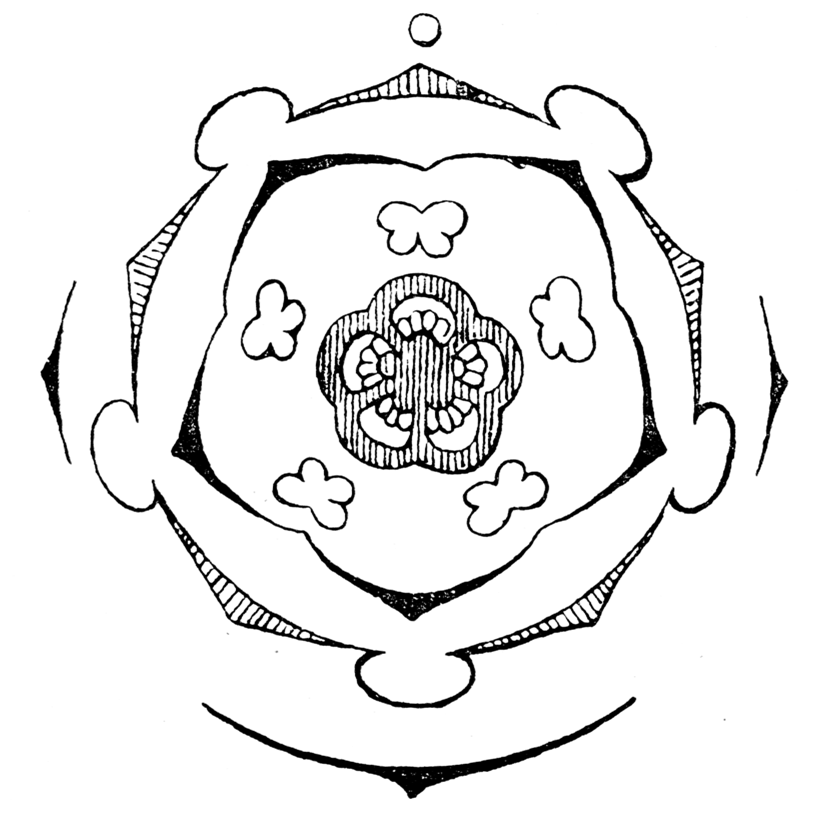
Diagramma fiorale

I fiori sono tetra-ciclici, ossia sono presenti 4 verticilli: calice – corolla – androceo – gineceo (in questo caso il perianzio è ben distinto tra calice e corolla) e pentameri (ogni verticillo ha 5 elementi). I fiori sono gamopetali, ermafroditi e attinomorfi.
- Formula fiorale: per questa pianta viene indicata la seguente formula fiorale:

K (5), C (5), A (5), G (5), infero, capsula
- Calice: il calice è formato da 5 sepali lanceolato-cuoriformi più o meno concresciuti con appendici ripiegate. Il tubo del calice è lungo 8 – 10 mm. Dimensioni dei denti: larghezza 7 – 9 mm; lunghezza 13 – 17 mm. Lunghezza delle appendici ripiegate: 8 – 10 mm.
- Corolla: la corolla campanulata è formata da 5 petali più o meno concresciuti in un tubo (spesso il tubo è a botticella); i denti della corolla, appena carenati, sono brevi e ottusi. Il colore è azzurro-violaceo. I petali sono privi di ali marginali. Dimensione della corolla: larghezza 1,5 cm; lunghezza 4 – 5 cm.
- Androceo: gli stami sono 5 con antere, libere (ossia saldate solamente alla base) e filamenti sottili ma membranosi alla base. Il polline è 3-porato.
- Gineceo: lo stilo è unico con 5 stigmi. L'ovario è infero, 5-loculare con placentazione assile (centrale), formato da 5 carpelli. Lo stilo possiede dei peli per raccogliere il polline.
- Fioritura: da maggio a giugno (agosto).

### Frutti
I frutti sono delle capsule poricide 5-loculare, ossia deiscenti mediante pori laterali; i semi sono molto minuti.

## Riproduzione
- Impollinazione: l'impollinazione avviene tramite insetti (impollinazione entomogama). In queste piante è presente un particolare meccanismo a "pistone": le antere formano un tubo nel quale viene rilasciato il polline raccolto successivamente dai peli dallo stilo che nel frattempo si accresce e porta il polline verso l'esterno.[11]
- Riproduzione: la fecondazione avviene fondamentalmente tramite l'impollinazione dei fiori (vedi sopra).
- Dispersione: i semi cadendo a terra (dopo essere stati trasportati per alcuni metri dal vento, essendo molto minuti e leggeri – disseminazione anemocora) sono successivamente dispersi soprattutto da insetti tipo formiche (disseminazione mirmecoria).

## Distribuzione e habitat

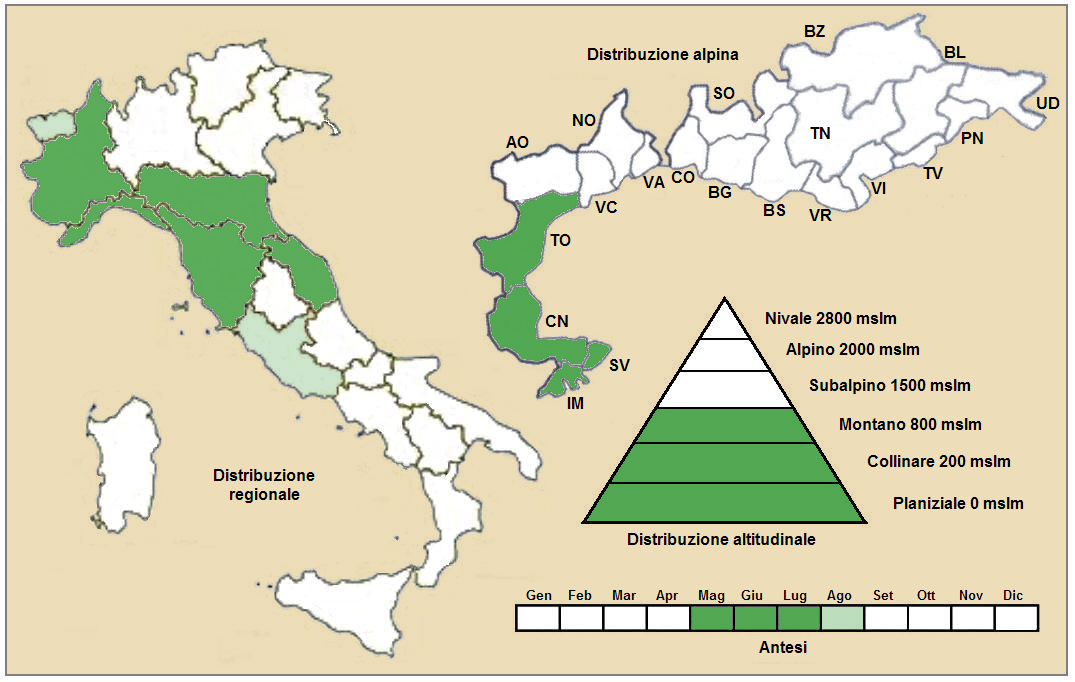
Distribuzione della pianta
(Distribuzione regionale – Distribuzione alpina)

- Geoelemento: il tipo corologico (area di origine) è Orofita - Nord Ovest Mediterraneo.
- Distribuzione: in Italia è una pianta rara e si trova nel nord ovest. Nelle Alpi, oltre confine, si trova in Francia (dipartimenti di Alpes-de-Haute-Provence, Hautes-Alpes, Alpes-Maritimes, Drôme, Isère e Savoia). Sugli altri rilievi europei collegati alle Alpi si trova nel Massiccio del Giura.[13]
- Habitat: l'habitat tipico per questa specie sono i pedi cespugliosi, le pietraie e le zone franose; ma anche i margini erbacei dei boschi, le garighe basse, gli arbusteti meso-termofili, querceti e ostrieti termofili submediterranei.  Il substrato preferito è calcareo con pH basico, medi valori nutrizionali del terreno che deve essere umido.[13]
- Distribuzione altitudinale: sui rilievi queste piante si possono trovare fino a 1500 m s.l.m.; frequentano quindi i seguenti piani vegetazionali: collinare e montano (oltre a quello planiziale – a livello del mare).

### Fitosociologia
Dal punto di vista fitosociologico Campanula medium appartiene alla seguente comunità vegetale:
Formazione: delle comunità delle macro- e megaforbie terrestri
Classe: Trifolio-Geranietea sanguinei
Ordine: Origanetalia vulgaris
Alleanza: Geranion sanguinei

## Tassonomia
La famiglia di appartenenza della Campanula medium (Campanulaceae) è relativamente numerosa con 89 generi per oltre 2000 specie (sul territorio italiano si contano una dozzina di generi per un totale di circa 100 specie); comprende erbacee ma anche arbusti, distribuiti in tutto il mondo, ma soprattutto nelle zone temperate. Il genere di questa voce appartiene alla sottofamiglia Campanuloideae (una delle cinque sottofamiglie nella quale è stata suddivisa la famiglia Campanulaceae) comprendente circa 50 generi (Campanula è uno di questi). Il genere Campanula a sua volta comprende 449 specie (circa 50 nella flora italiana) a distribuzione soprattutto circumboreale.

### Sinonimi
Questa entità ha avuto nel tempo diverse nomenclature. L'elenco seguente indica alcuni tra i sinonimi più frequenti:
- Campanula bourdiniana Gand.
- Campanula florida  Salisb.
- Campanula grandiflora  Lam.
- Campanula grandiflorum  Lam.
- Campanula medium f. alba  Voss
- Campanula medium var. bourdiniana  (Gand.) Nyman
- Campanula medium f. caesia  Voss
- Campanula medium f. calycantha  Voss
- Campanula medium var. calycanthema  Nicholls
- Campanula medium f. coerulea  Voss
- Campanula medium f. rosea  Voss
- Campanula medium f. striata  Voss
- Marianthemum medium  (L.) Schur
- Medium grandiflorum  Spach
- Medium grandiflorum  (Lam.) Fourr.
- Rapuntia media  (L.) Chevall.
- Rapuntia medium  (L.) Chevall.
- Sykoraea hortensis  Opiz
- Talanelis medium  (L.) Raf.

## Altre notizie
La campanula toscana in altre lingue è chiamata nei seguenti modi:
- (DE)  Marien-Glockenblume
- (FR)  Campanule carillon
- (EN)  Canterbury-bells